# Дамашени-Перетти, Флавия
Фла́вия Дамаше́ни-Пере́тти (итал. Flavia Damasceni Peretti; 1574, Рим, Папская область — 14 сентября 1606, Флоренция, Великое герцогство Тосканское) — аристократа из рода Дамашени-Перетти, племянница римского папы Сикста V; в замужестве герцогиня Браччано.

## Биография
Родилась в 1574 году в Риме в семье дворян Фабио Дамашени и Марии Феличе де Миньюччи-Перетти. Кроме неё у родителей были дочь Орсина и сыновья Алессандро и Микеле. По материнской линии приходилась внучатой племянницей кардиналу Феличе Перетти, который, через десять лет после её рождения, стал римским папой под именем Сикста V. Последний удочерил и усыновил всех детей четы Дамашени, которые, в качестве второй, приняли фамилию великого дяди и стали называться Дамашени-Перетти. Понтифик позаботился о хорошем образовании для внучатых племянников. Флавия воспитывалась и обучалась в доме Латино Орсини и его супруги Лукреции, урождённой Сальвиати. По достижении совершеннолетия Алессандро получил сан кардинала, Микеле титул князя Венафро, Орсину выдали замуж за Маркантонио III Колонна, герцога Тальякоццо. В супруги Флавии римским папой рассматривались кандидатуры наследного принца Пармы и Пьяченцы из дома Фарнезе и принца Жуанвиля из дома Гизов. Кроме того, обсуждалась возможность заключения матримониального союза Флавии с представителем римского дворянского рода Чезарини.
Выбор понтифика остановился на герцоге Браччано, племяннике великого герцога Тосканы. Брак по доверенности был заключён в 1589 году в Риме. Церемонию венчания провёл латинский патриарх Иерусалима Фабио Бьонди. Сикст V дал за племянницей приданое в 100 000 скудо. В честь свадьбы тосканские поэты Бальдо Катани и Джованни Джироламо Фьорелли написали канцоны. Вдохновлённый красотой герцогини, Эрколе Марескотти посвятил ей свою речь «О превосходстве женщин», а композитор Стефано Берарди в мадригалах присвоил ей эпитет «ангельской госпожи» (итал. donna angelicata).
Впервые Флавия вышла в свет в 1589 году на празднике в честь Богородицы в Прато в обществе великого герцога Фердинанда I и великой герцогини Кристины с принцессой Марией, будущей королевой Франции. С последней в 1590 году она, продолжая традицию придворных женских ансамблей, организовала в Риме выступление группы девушек-музыканток. Герцогине нравились музыка, пение и танцы. Вместе с мужем, известным меценатом, она покровительствовала композитору Луке Маренцио, певице Виктории Аркилеи, музыканту, певцу и композитору Франческо Рази, актрисе и поэтессе Изабелле Андреини. Флавия также увлекалась рукоделием — чесала шерсть, пряла, красила пряжу и вязала. Ещё одним её увлечением было создание новых причесок.
После свадьбы герцогская чета некоторое время жила в Риме. Предположительно в это время Флавия познакомилась с поэтом Торквато Тассо, который посвятил ей несколько своих стихотворений, включая сонет «Флавия». Вскоре после смерти римского папы Сикста V в 1590 году она, вслед за мужем, переехала во Флоренцию. Их резиденция находилась на первом этаже дворца Питти. Флавия была дамой двора великой герцогини Тосканы. В 1600 году герцог и герцогиня Браччано присутствовали на свадьбе принцессы Марии Медичи и Генриха IV, короля Франции. Герцогиня поддерживала тесные связи с герцогиней Пармы, герцогиней Модены, герцогиней Мирандолы и со многими тосканскими аристократками. Она участвовала в управлении феодом супруга, занимаясь вопросами торговли и финансов, следила за земельными угодьями, оборонительными сооружениями, мельницами, пекарнями, металлургическими мануфактурами. Ею был основан архив герцогства. Умерла во Флоренции 14 сентября 1606 года из-за осложнений в следствии родов.

### Брак и потомство
29 марта (согласно другим источникам 20 марта или 10 апреля) 1589 года Флавия Дамашени-Перетти сочеталась браком с Вирджинио Орсини (13.09.1572 — 09.09.1615), герцогом Браччано. На время заключения брака жениху шёл семнадцатый, а невесте пятнадцатый год. 8 апреля 1589 года Флавия переехала к мужу во дворец Орисини в Риме. В их браке родились четырнадцать детей:
- дон Паоло Джордано (1591 — 24.05.1646), герцог Браччано под именем Паоло Джордано II, князь-ассистент папского престола, князь Священной Римской империи с июля 1623 года, князь-консорт Пьомбино с 1624 года, в 1622 году в Риме сочетался браком с донной Изабеллой д’Аппиано д’Арагона (1577 — 10.11.1661), княгиней Пьомбино, вдовой графа Бинаско;
- дон Алессандро (1593 — 22.08.1626), кардинал-дьякон с 2 декабря 1615 года, кардинал-дьякон при церкви Санта-Мария-ин-Космедин с 11 января 1616 года, папский легат в Романье с 1621 года;
- дон Фердинандо (ум. 4.03.1660), герцог Браччано под именем Фердинанда I, князь-ассистент папского престола, князь Священной Римской империи, испанский гранд первого класса с 1646 года, герцог Сан-Джемини с 1639 года, сочетался браком с донной Джустиньяной Орсини (ум. 22.12.1663), дочерью Джованни Антонио Орсини, герцога Сан-Джемини;
- дон Козимо (ум. 1619), римский дворянин, неаполитанский и венецианский патриций, офицер в армиях Испанского королевства и Священной Римской империи, умер от чумы, не успев оставить потомства;
- дон Фердинандо, умер вскоре после рождения;
- дон Раймондо, умер вскоре после рождения;
- дон Вирджинио, римский дворянин, неаполитанский и венецианский патриций, кавалер и главнокомандующий Мальтийского ордена с 1604 года, босой кармелит с именем Иоанна Баптиста Иисуса и Марии с 1627 года, отказался от правопреемства 24 февраля 1628 года;
- донна Изабелла (1597—1623), римская дворянка, венецианская патрицианка, в 1612 году сочеталась браком с Чезаре II Гонзага, суверенным герцогом Гвасталлы;
- дон Карло (1598 — 24.07.1615), римский дворянин, неаполитанский и венецианский патриций;
- донна Мария Фелиция (12.11.1599 — 5.06.1666), римская дворянка, венецианская патрицианка, около 1615 года сочеталась браком с Генрихом II де Монморанси (1595 — 31.10.1632), герцогом Монморанси, 30 сентября 1637 года приняла монашеский постриг в монастыре визитанток в Мулене, который позднее возглавила в качестве настоятельницы;
- дон Франческо (1600 — 1.04.1667), римский дворянин, неаполитанский и венецианский патриций, паж при королевском дворе в Мадриде, с 7 июля 1627 года член Общества Иисуса, позднее возглавил новициат иезуитов в Риме;
- донна Мария Камилла (29.07.1603 — 14.03.1685), римская дворянка, венецианская патрицианка, 20 октября 1619 года в Риме сочеталась браком с доном Маркантонио II Боргезе, князем Сульмоны, с 1659 года монахиня в римском монастыре под именем Марии Виктории;
- донна Ипполита, умерла вскоре после рождения;
- мертворождённый младенец, появившийся в Риме 14 сентября 1606 года[9][10][11].

## Комментарии
1. ↑  В Биографическом словаре итальянцев Флавия Дамашени-Перетти называется матерью двенадцати детей. Кроме того, говорится, что она дала образование трём девушкам в бенедиктинском монастыре Святейшего Зачатия[итал.] во Флоренции[2].